# Bahnradsport-Weltmeisterschaften der Junioren 2013

Logo der UCI-Bahn-Weltmeisterschaften der Junioren 2013

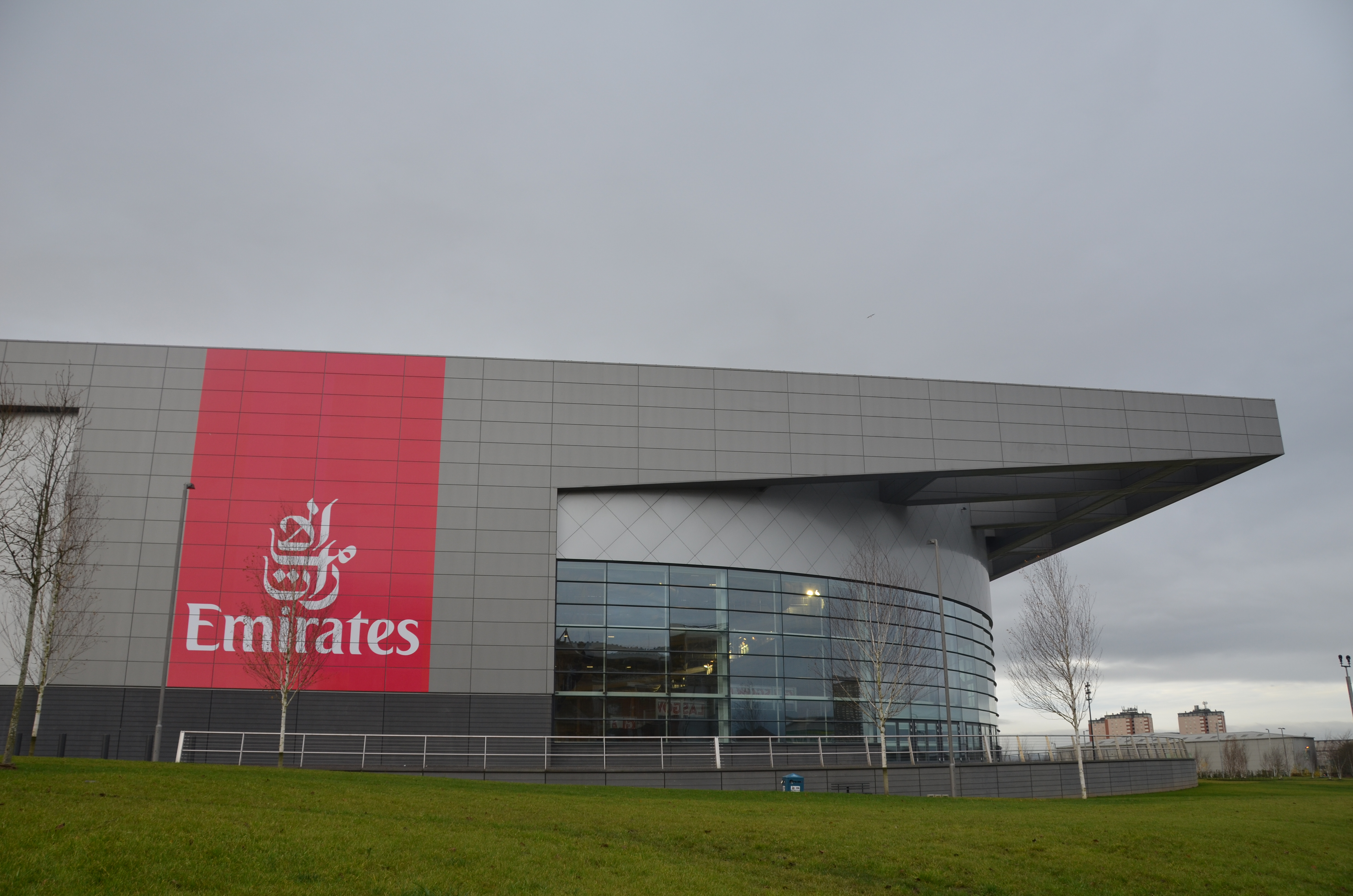
Die Weltmeisterschaften fanden im Sir Chris Hoy Velodrome innerhalb der Emirates Arena statt.

Die Bahnradsport-Weltmeisterschaften der Junioren 2013 fanden von 7. bis 11. August im Sir Chris Hoy Velodrome im schottischen Glasgow statt.
Nach einem Lauf des Bahnrad-Weltcups im November 2012 waren die Junioren-Weltmeisterschaften die zweite internationale Veranstaltung in diesem Velodrom. Es nahmen 238 Sportlerinnen und Sportler aus 32 Ländern teil. Rund 9000 Zuschauer verfolgten die Rennen an fünf Tagen im Velodrom.
Am zweiten Tag der Wettkämpfe stellte der weibliche Bahnvierer (Amy Hill, Hayley Jones, Emily Kay und Emily Nelson) aus Großbritannien einen Juniorinnen-Weltrekord in der Mannschaftsverfolgung auf. Allerdings war es das erste Mal, dass die Mannschaftsverfolgung mit vier Sportlerinnen in einem Team – wie bei den Männern – statt wie bisher nur mit dreien ausgetragen wurde.
Erfolgreichste Nationalmannschaft bei diesen Weltmeisterschaften war die von Australien mit insgesamt 13 Medaillen, darunter sechs goldene, gefolgt von Großbritannien auf Platz zwei (sechs Medaillen, drei goldene) und Deutschland auf Platz drei (fünf Medaillen, drei goldene). Für die britische Mannschaft bedeuteten diese Wettbewerbe auch eine Generalprobe für die Bahnradsportwettbewerbe der Commonwealth Games, die 2014 an gleicher Stelle stattfinden werden.
Erfolgreichster Sportler war die Britin Dannielle Khan, die zwei Goldmedaillen – im Sprint sowie im 500-Meter-Zeitfahren – errang sowie eine Silbermedaille im Keirin. Erfolgreichster deutscher Sportler war Maximilian Dörnbach, der im 1000-Meter-Zeitfahren siegte und im Teamsprint gemeinsam mit Jan May und Patryk Rahn die Bronzemedaille gewann. Weitere Goldmedaillen für die deutsche Nationalmannschaft errangen Manuel Porzner im Scratch und Anna Knauer im Omnium. Die Schweiz blieb ohne Medaillenerfolg; österreichische Juniorensportler waren keine am Start.

## Resultate

### Sprint
| Männer |                    |              |                       |
| #      | Name               | Nationalität | Zeit (s)              |
|        | Svajūnas Jonauskas | LTU          | 11,234 (2) 10,954 (3) |
|        | Jeremy Presbury    | NZL          | 11,123 (1)            |
|        | Wladislaw Fedin    | RUS          | (kampflos)            |

| Frauen |                  |              |                       |
| #      | Name             | Nationalität | Zeit (s)              |
|        | Dannielle Khan   | GBR          | 11,720 (2) 12,009 (3) |
|        | Nicky Degrendele | BEL          | 12,501 (1)            |
|        | Melissandre Pain | FRA          | 12,869 (1) 12,383 (2) |

### Keirin
| Männer |                       |              |
| #      | Name                  | Nationalität |
|        | Sergei Gorlow         | RUS          |
|        | Jaroslav Snasel       | CZE          |
|        | Alexander Dubtschenko | RUS          |

| Frauen |                  |              |
| #      | Name             | Nationalität |
|        | Melissandre Pain | FRA          |
|        | Dannielle Khan   | GBR          |
|        | Kim Soojin       | KOR          |

### Zeitfahren
| Männer (1 Kilometer) |                       |              |            |
| #                    | Name                  | Nationalität | Zeit (min) |
|                      | Maximilian Dörnbach   | GER          | 1:03,129   |
|                      | Alexander Dubtschenko | RUS          | 1:03,227   |
|                      | Zachary Shaw          | AUS          | 1:03,906   |

| Frauen (500 Meter) |                  |              |          |
| #                  | Name             | Nationalität | Zeit (s) |
|                    | Dannielle Khan   | GBR          | 35,465   |
|                    | Melissandre Pain | FRA          | 35,926   |
|                    | Tian Beckett     | AUS          | 36,132   |

### Teamsprint
| Männer |                                                            |              |          |
| #      | Name                                                       | Nationalität | Zeit (s) |
|        | Jai Angsuthasawit Patrick Constable Alexander Radzikiewicz | AUS          | 45,800   |
|        | Alexander Dubtschenko Wladislaw Fedin Sergei Gorlow        | RUS          | 45,978   |
|        | Maximilian Dörnbach Jan May Patryk Rahn                    | GER          | 45,980   |

| Frauen |                                        |              |          |
| #      | Name                                   | Nationalität | Zeit (s) |
|        | Tian Beckett Tenille Falappi           | AUS          | 35,560   |
|        | Tatjana Kisseljowa Jekaterina Rogowaja | RUS          | 35,800   |
|        | Jang Yeonhee Kim Soojin                | KOR          | 35,810   |

### Einerverfolgung
| Männer (3000 m) |                |              |            |
| #               | Name           | Nationalität | Zeit (min) |
|                 | Zachary Shaw   | AUS          | 3:21,1220  |
|                 | Callum Scotson | AUS          | 3:24,1340  |
|                 | Pavel Chursin  | RUS          | 3:21,3940  |

| Frauen (2000 m) |                    |              |                |
| #               | Name               | Nationalität | Zeit (min)     |
|                 | Lauren Perry       | AUS          | 2:27,1560 min. |
|                 | Natalja Moscharowa | RUS          | 2:28,2460 min. |
|                 | Josie Talbot       | AUS          | 2:27,8600 min. |

### Mannschaftsverfolgung
| Männer |                                                                    |              |              |
| #      | Name                                                               | Nationalität | Zeit         |
|        | Jack Edwards Joshua Harrison Callum Scotson Sam Welsford           | AUS          | 4:06,182 min |
|        | Liam Aitcheson Regan Gough Joshua Haggerty Connor Stead            | NZL          | 4:12,298 min |
|        | Timor Gizzatullin Sergei Mosin Andrei Prostokschin Dmitri Strachow | RUS          | 4:09,755 min |

| Frauen |                                                                               |              |                 |
| #      | Name                                                                          | Nationalität | Zeit            |
|        | Amy Hill Hayley Jones Emily Kay Emily Nelson                                  | GBR          | 4:38,708 min WR |
|        | Anastassija Butschnewa Marija Kanzyber Natalja Moscharowa Swetlana Wassiljewa | RUS          | 4:42,716 min    |
|        | Lauren Perry Kelsey Robson Macey Stewart Elissa Wundersitz                    | AUS          | 4:43,442 min    |

### Scratch
| Männer |                   |              |
| #      | Name              | Nationalität |
|        | Manuel Porzner    | GER          |
|        | Joshua Haggerty   | NZL          |
|        | Christian Cornejo | CHI          |

| Frauen |                   |              |
| #      | Name              | Nationalität |
|        | Jessica Parra     | COL          |
|        | Kinley Gibson     | CAN          |
|        | Amalie Dideriksen | DEN          |

### Punktefahren
| Männer |                 |              |        |
| #      | Name            | Nationalität | Punkte |
|        | Benjamin Thomas | FRA          | 40     |
|        | Liam Aitcheson  | NZL          | 28     |
|        | Ivo Oliveira    | ESP          | 27     |

| Frauen |                   |              |        |
| #      | Name              | Nationalität | Punkte |
|        | Arianna Fidanza   | ITA          | 39     |
|        | Elissa Wundersitz | AUS          | 38     |
|        | Hayley Jones      | GBR          | 31     |

### Omnium
| Männer |                 |              |        |
| #      | Name            | Nationalität | Punkte |
|        | Jack Edwards    | AUS          | 18     |
|        | Marc Jurczyk    | GER          | 27     |
|        | Casper Pedersen | DEN          | 29     |

| Frauen |                 |              |        |
| #      | Name            | Nationalität | Punkte |
|        | Anna Knauer     | GER          | 19     |
|        | Soline Lamboley | FRA          | 24     |
|        | Emily Kay       | GBR          | 29     |

### Madison
| Männer |                                |              |                |
| #      | Name                           | Nationalität | Punkte         |
|        | Mathias Krigbaum Jonas Poulsen | DEN          | 11 (+ 1 Runde) |
|        | Regan Gough Liam Aitcheson     | NZL          | 8 (+ 1 Runde)  |
|        | Joshua Harrison Sam Welsford   | AUS          | 17             |

## Medaillenspiegel
|        | Nation         |    |    |    | Gesamt |
| ------ | -------------- | -- | -- | -- | ------ |
| 1      | Australien     | 6  | 2  | 5  | 13     |
| 2      | Großbritannien | 3  | 1  | 2  | 6      |
| 3      | Deutschland    | 3  | 1  | 1  | 5      |
| 4      | Frankreich     | 2  | 2  | 1  | 5      |
| 5      | Russland       | 1  | 5  | 4  | 10     |
| 6      | Dänemark       | 1  |    | 2  | 3      |
| 7      | Kolumbien      | 1  |    | 2  | 3      |
| 7      | Italien        | 1  |    |    | 1      |
| 7      | Litauen        |    | 2  | 1  | 3      |
| 10     | Neuseeland     |    | 5  |    | 5      |
| 11     | Kanada         |    | 1  |    | 1      |
| 11     | Tschechien     |    |    | 1  | 1      |
| 11     | Belgien        |    |    | 1  | 1      |
| 14     | Südkorea       |    |    | 2  | 2      |
| 15     | Chile          |    |    | 1  | 1      |
| 15     | Portugal       |    |    | 1  | 1      |
| Gesamt | Gesamt         | 19 | 19 | 19 | 57     |

## Aufgebote

### Deutschland
- Kurzzeit Junioren: Maximilian Dörnbach (RSV Pfeil Wingerode), Jan May (RV Edelweiß Kandel), Johannes Keuchel (Schweriner SC), Patryk Rahn (RSC Cottbus)
- Kurzzeit Juniorinnen: Doreen Heinze (RSC Cottbus)
- Ausdauer Junioren: Jonas Tenbrock (RC Bocholt), Leon Rohde (RSC Cottbus), Marc Jurczyk (RSG Böblingen), Marcel Franz (RSC Cottbus), Manuel Porzner (RSG Ansbach), Sven Reutter (RWV Wendelsheim), Julian Witt (SC Berlin)
- Ausdauer Juniorinnen: Anna Knauer (Rottaler RSV), Ann-Leonie Wichmann (RSC Hildesheim), Lisa Klein (RV Edelweiß Kandel), Gudrun Stock (RC Die Schwalben München)

### Schweiz
- Simon Brühlmann (RV Wetzikon), Chiron Keller (RV Wetzikon), Patrick Müller (RV Wetzikon), Nico Selenati (RV Wetzikon), Dominic von Burg (RRC Nordwest Reigoldswil)

### Österreich
Österreich entsendet keine Sportler zu dieser WM.